# Alberta Major Bantam Hockey League
Alberta Major Bantam Hockey League (AMBHL) är en ishockeyliga för pojkar upp till 15 år och som är baserat i den kanadensiska provinsen Alberta.
Ligan grundades i juni 1990 och är sanktionerad av både Hockey Alberta och Hockey Canada.

## Lagen
Källa: 
| Nitro North - CAC Lehigh Cement - Knights of Columbus Squires - MLAC Scott Pump - Sherwood Park United Cycle Flyers - SSAC Southgate Lions - St Albert Gregg Distributors Sabres | Charger North - Camrose Red Wings - Fort Saskatchewan Rangers - Grande Peace Athletic Club Storm - Leduc Tarpon Oil Kings - Lloydminster Foremost Heat - PAC Saints | Challenger South - Calgary Bisons - Calgary Flames - Calgary Northstar Sabres - Calgary Royals | Ram South - Airdrie Xtreme - Lethbridge Val Matteoti Golden Hawks - Okotoks Oilers - Red Deer Rebels - SEAC Tigers |

## Mästare
Samtliga lag som har vunnit AMBHL sedan starten av ligan.
| - 1990–1991: Sherwood Park Flyers - 1991–1992: Lethbridge Golden Hawks - 1992–1993: Lethbridge Golden Hawks - 1993–1994: Red Deer Rebels - 1994–1995: Red Deer Rebels - 1995–1996: Red Deer Rebels - 1996–1997: MLAC Scott Pump - 1997–1998: Southgate Lions - 1998–1999: St. Albert Gregg Distributors Sabres - 1999–2000: Airdrie Xtreme | - 2000–2001: Airdrie Xtreme - 2001–2002: Red Deer Chiefs - 2002–2003: Airdrie Xtreme - 2003–2004: Red Deer Rebels - 2004–2005: Southgate Lions - 2005–2006: Medicine Hat Hounds - 2006–2007: Pac Timberwolves - 2007–2008: Sherwood Park Flyers - 2008–2009: Airdrie Xtreme - 2009–2010: Calgary Bisons | - 2010–2011: Southgate Lions - 2011–2012: Southgate Lions - 2012–2013: Southgate Lions - 2013–2014: Lloydminster Universal Heat - 2014–2015: Rocky Mountain Raiders - 2015–2016: Lethbridge Golden Hawks - 2016–2017: Fort Saskatchewan Rangers |

## Spelare
Ett urval av ishockeyspelare som har spelat en del av sina ungdomsår i AMBHL och har spelat alternativt spelar i den nordamerikanska proffsligan National Hockey League (NHL).
| Målvakter - Braden Holtby - Cam Ward | Backar - Matt Benning - Jay Bouwmeester - Johnny Boychuk - Mike Commodore - Kevin Connauton - Mathew Dumba - Keaton Ellerby - Andrew Ference - Brad Ference - Mark Fistric - Haydn Fleury - Matt Fraser - Brendan Guhle - Dillon Heatherington - Thomas Hickey - Brett Kulak - Josh Morrissey - Joe Morrow - Colton Parayko - Alex Petrovic - Dion Phaneuf - Mark Pysyk - Jared Spurgeon | Forwards - Lance Bouma - Rob Brown - Daniel Carr - Kyle Chipchura - Erik Christensen - Mike Comrie - Jake DeBrusk - Tyler Ennis - Matt Frattin - Tanner Fritz - Josh Green - Jarome Iginla - Morgan Klimchuk - Rob Klinkhammer - Adam Lowry - Joffrey Lupul - Clarke MacArthur - Spencer Machacek - Jordan Martinook - Mark McNeill - Tyson Nash - Brayden Point - John Quenneville - Brendan Ranford - Mason Raymond - Carter Rowney - Colton Sceviour - Devin Setoguchi - Colin Smith - Brian Sutherby - Brandon Sutter - Nick Tarnasky - Jordin Tootoo - Kris Versteeg |

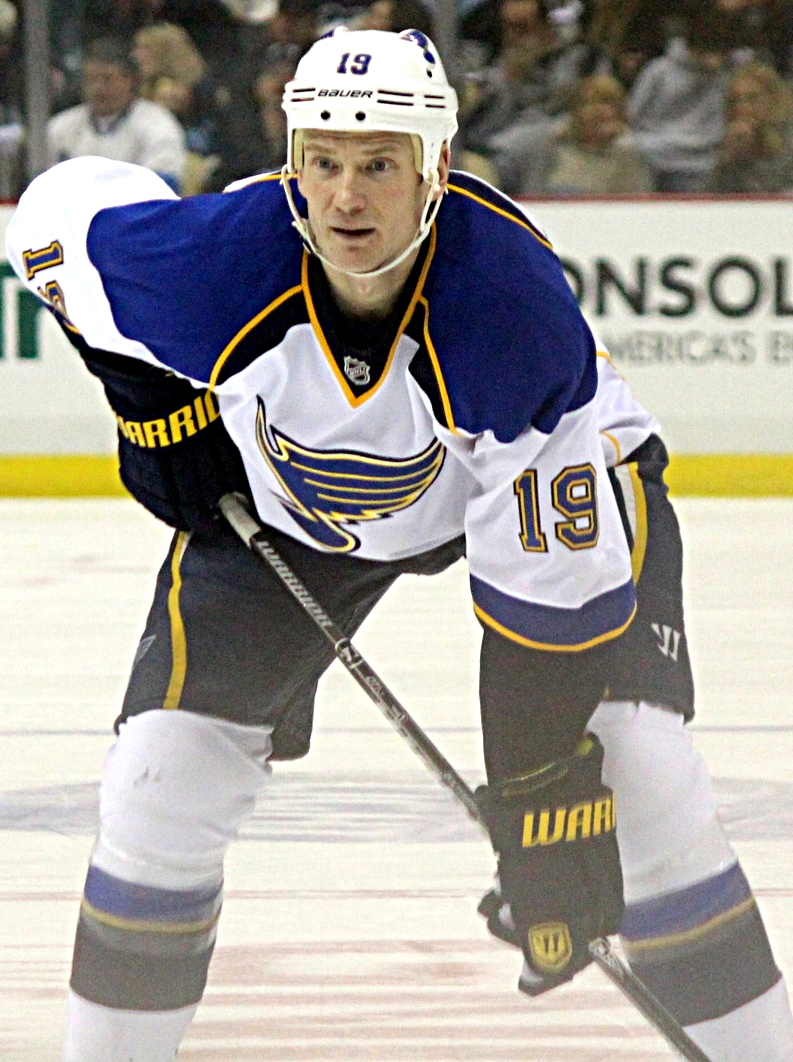
Jay Bouwmeester
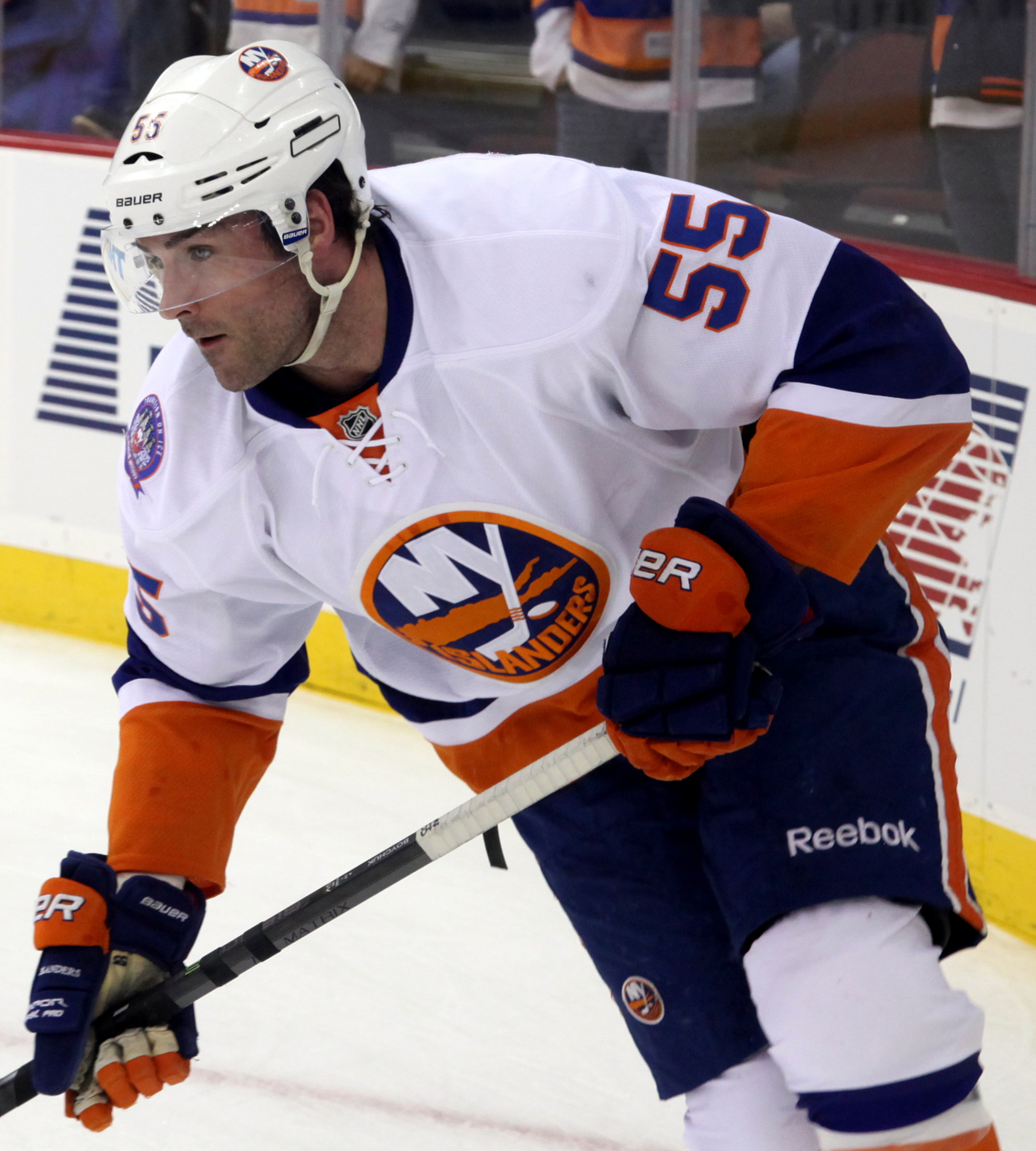
Johnny Boychuk
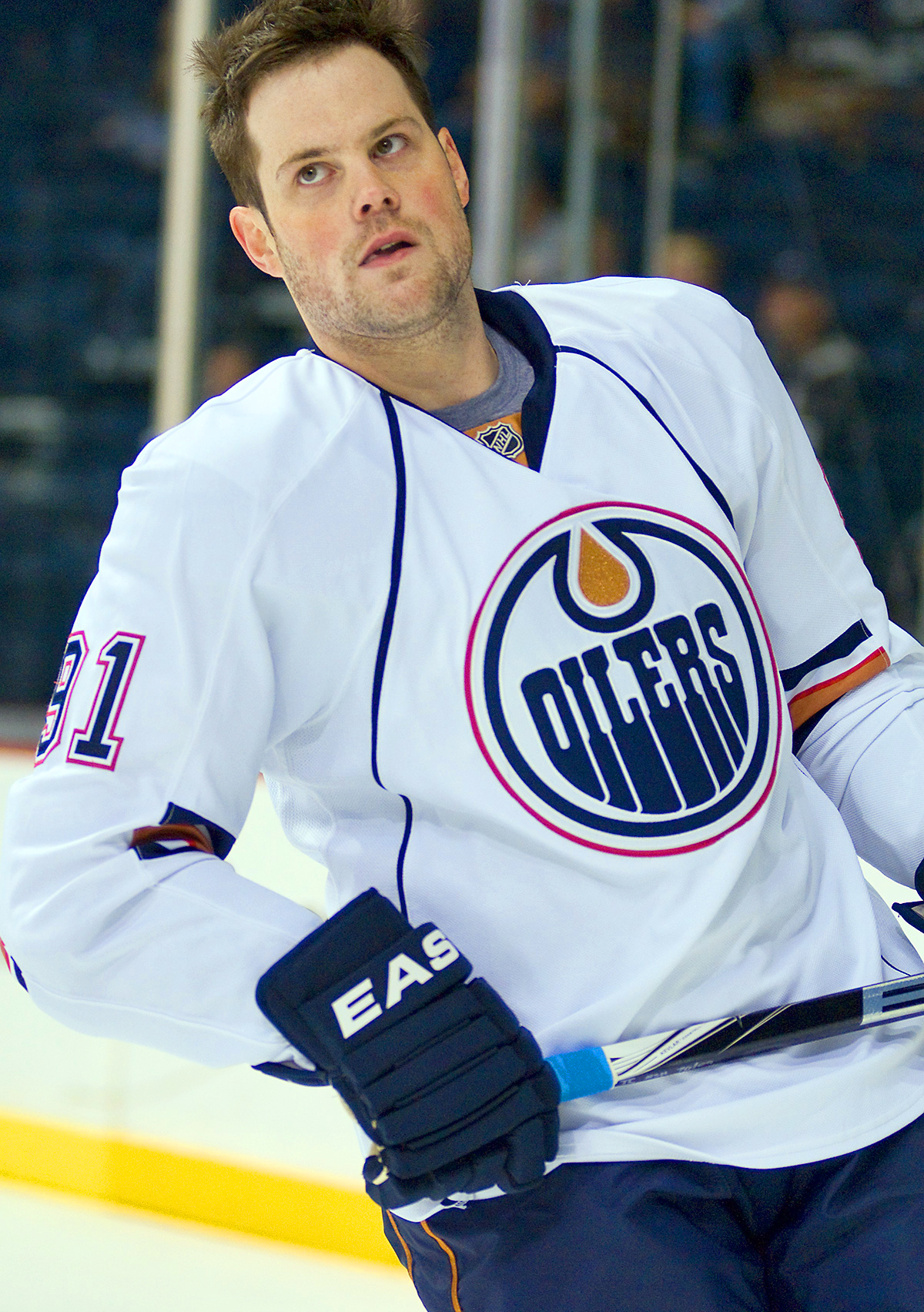
Mike Comrie
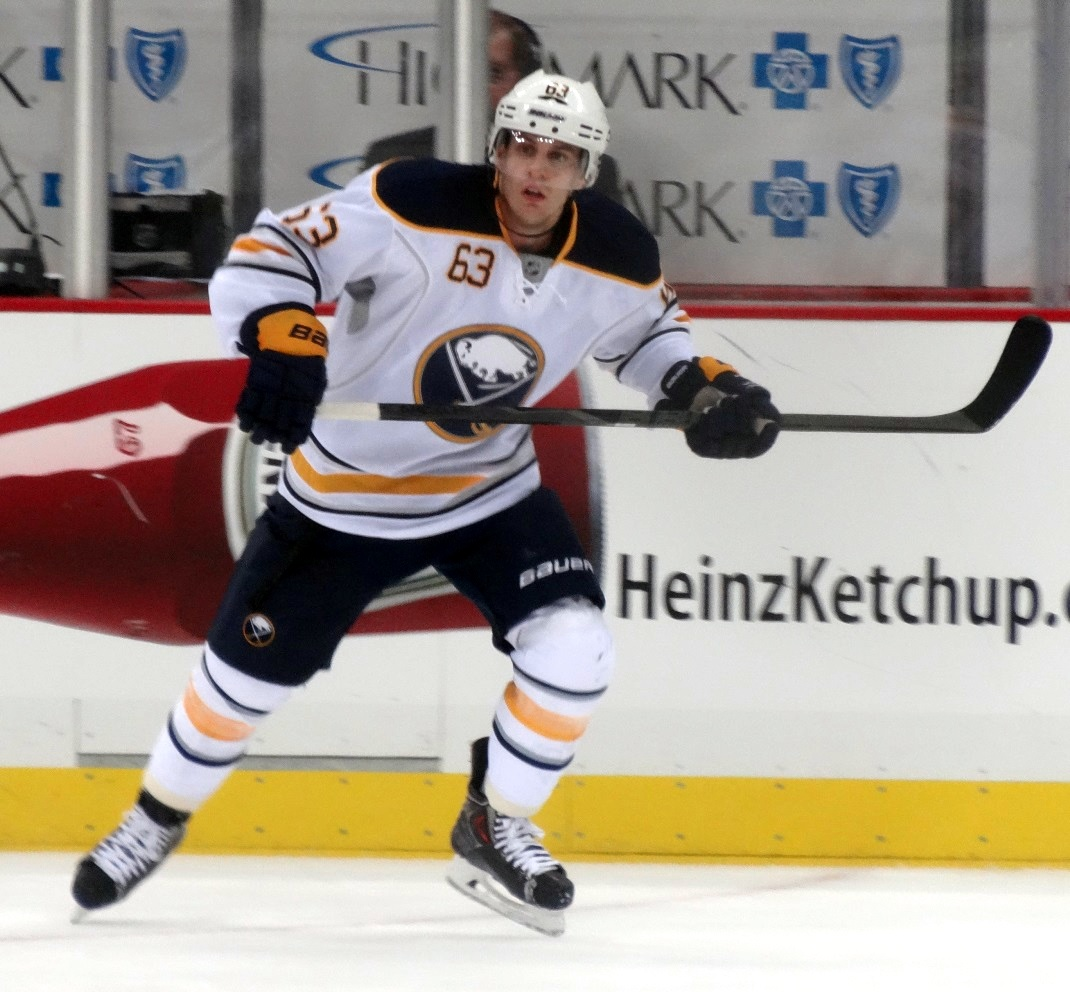
Tyler Ennis
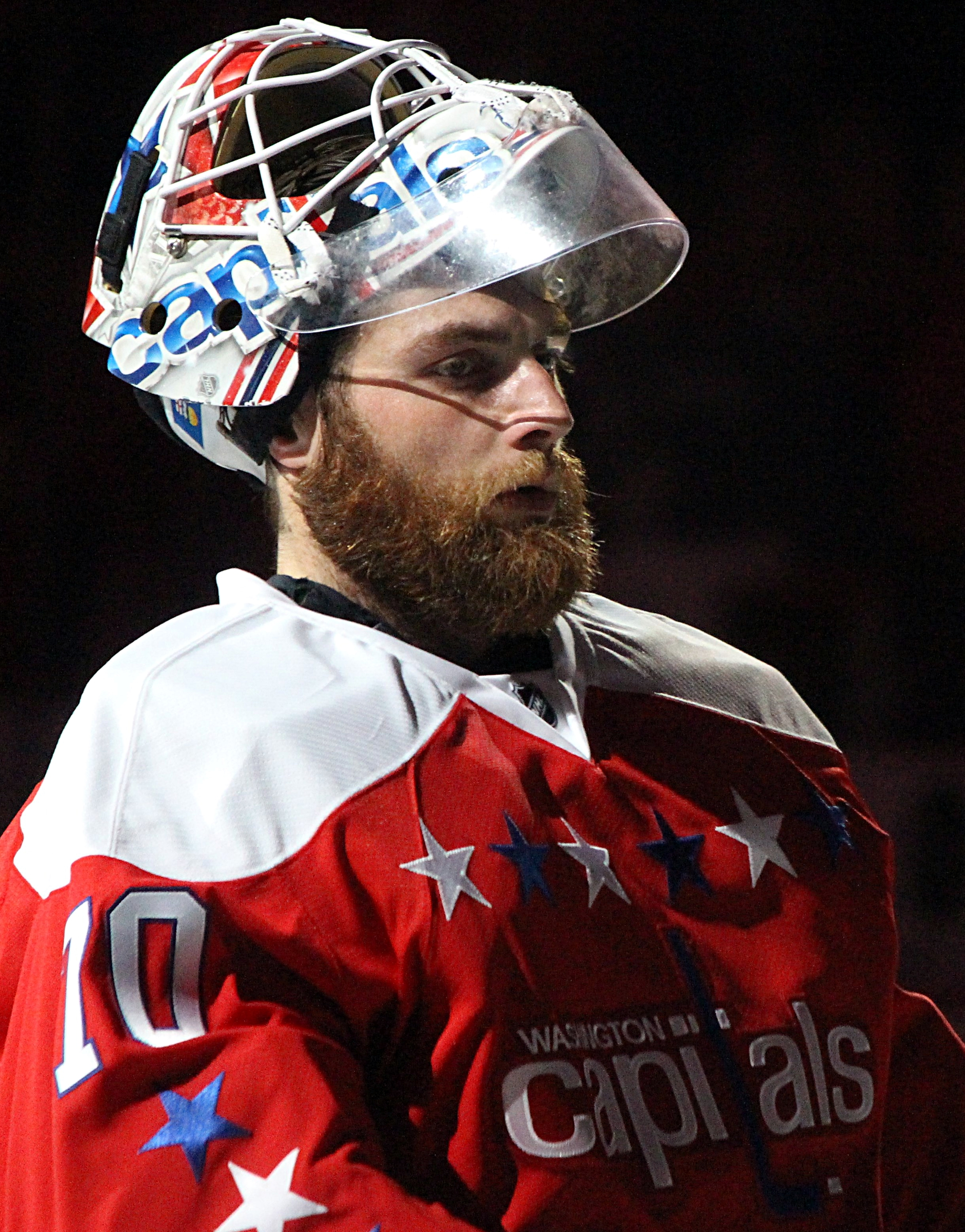
Braden Holtby
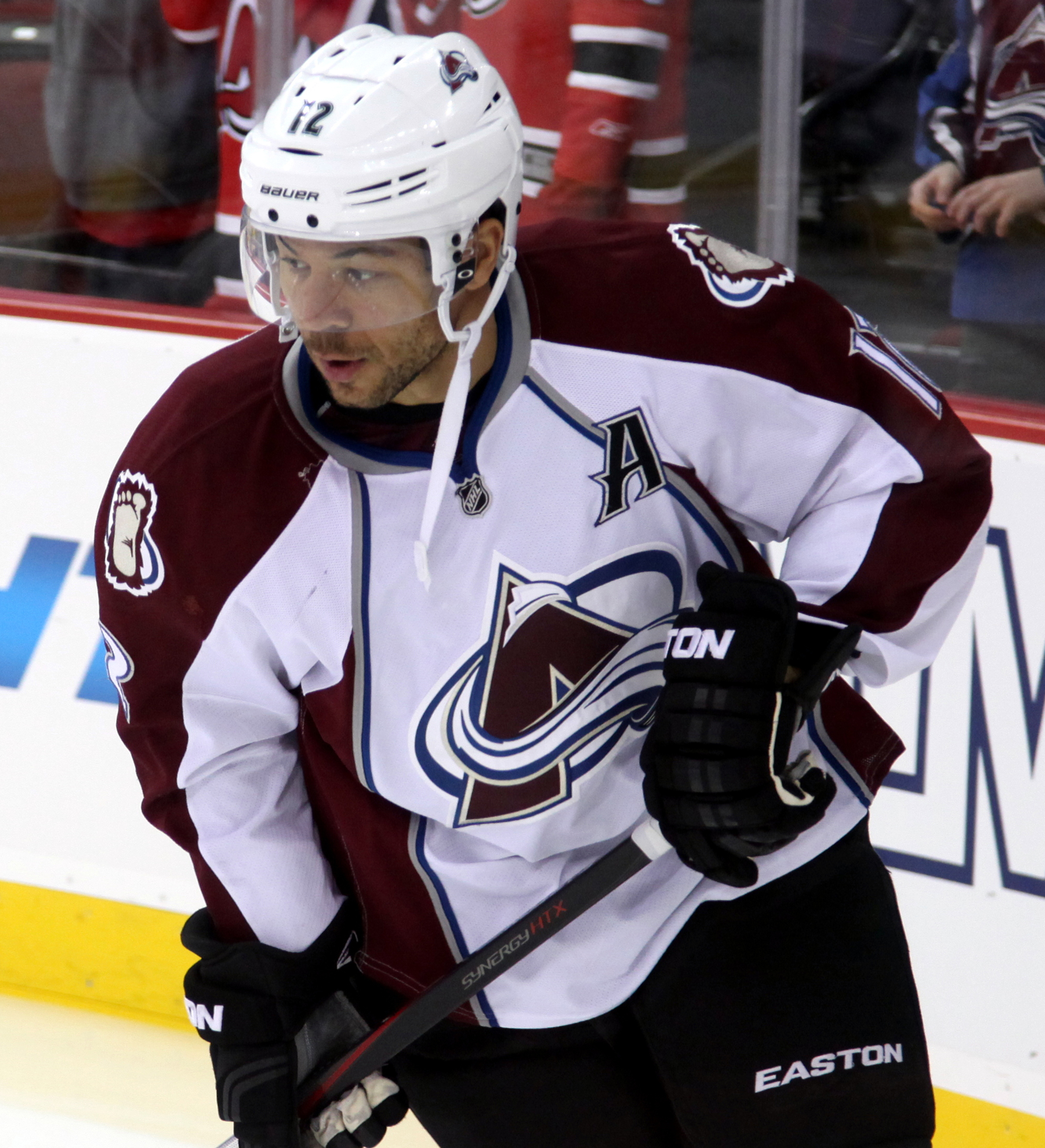
Jarome Iginla
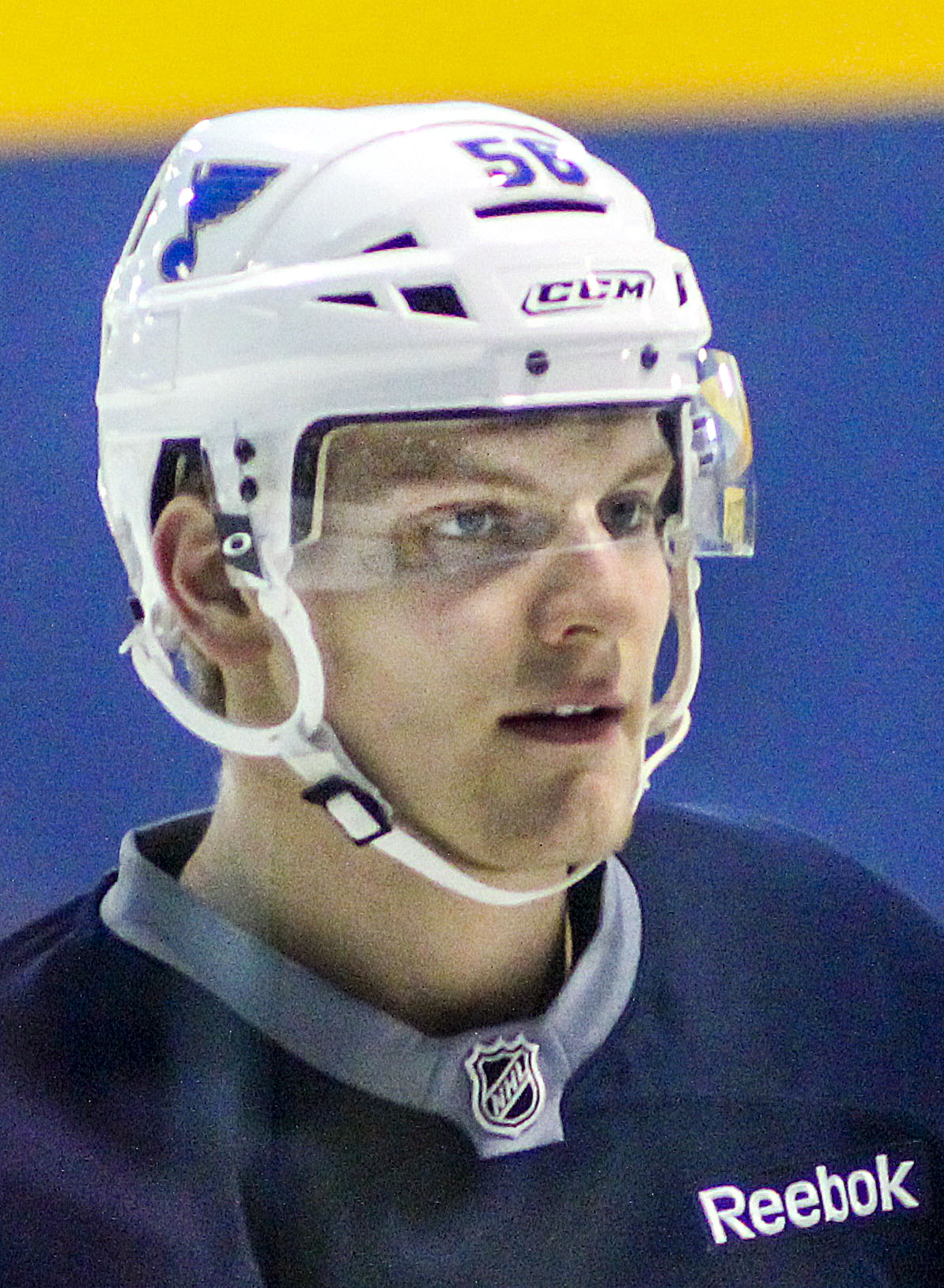
Colton Parayko
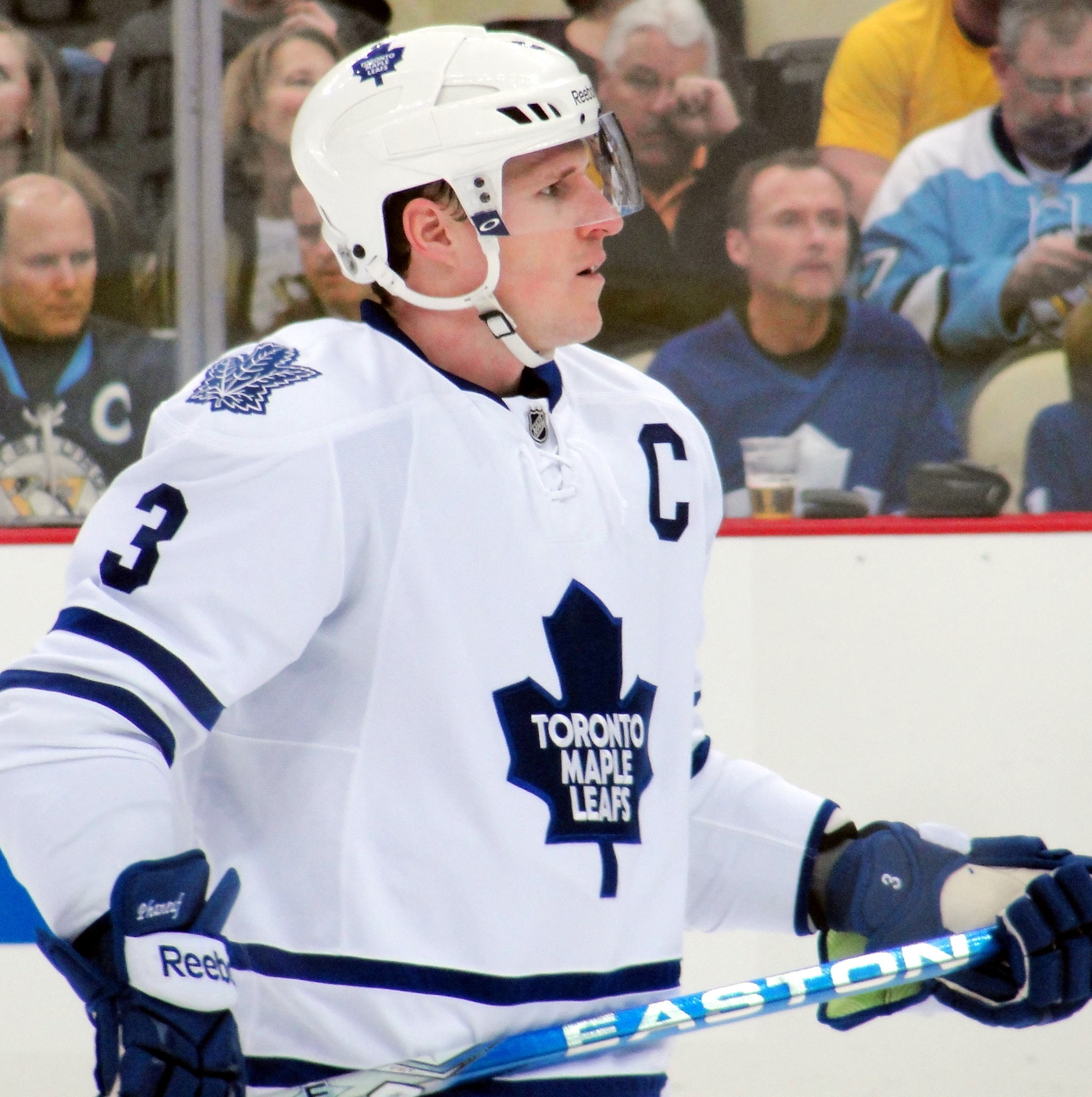
Dion Phaneuf
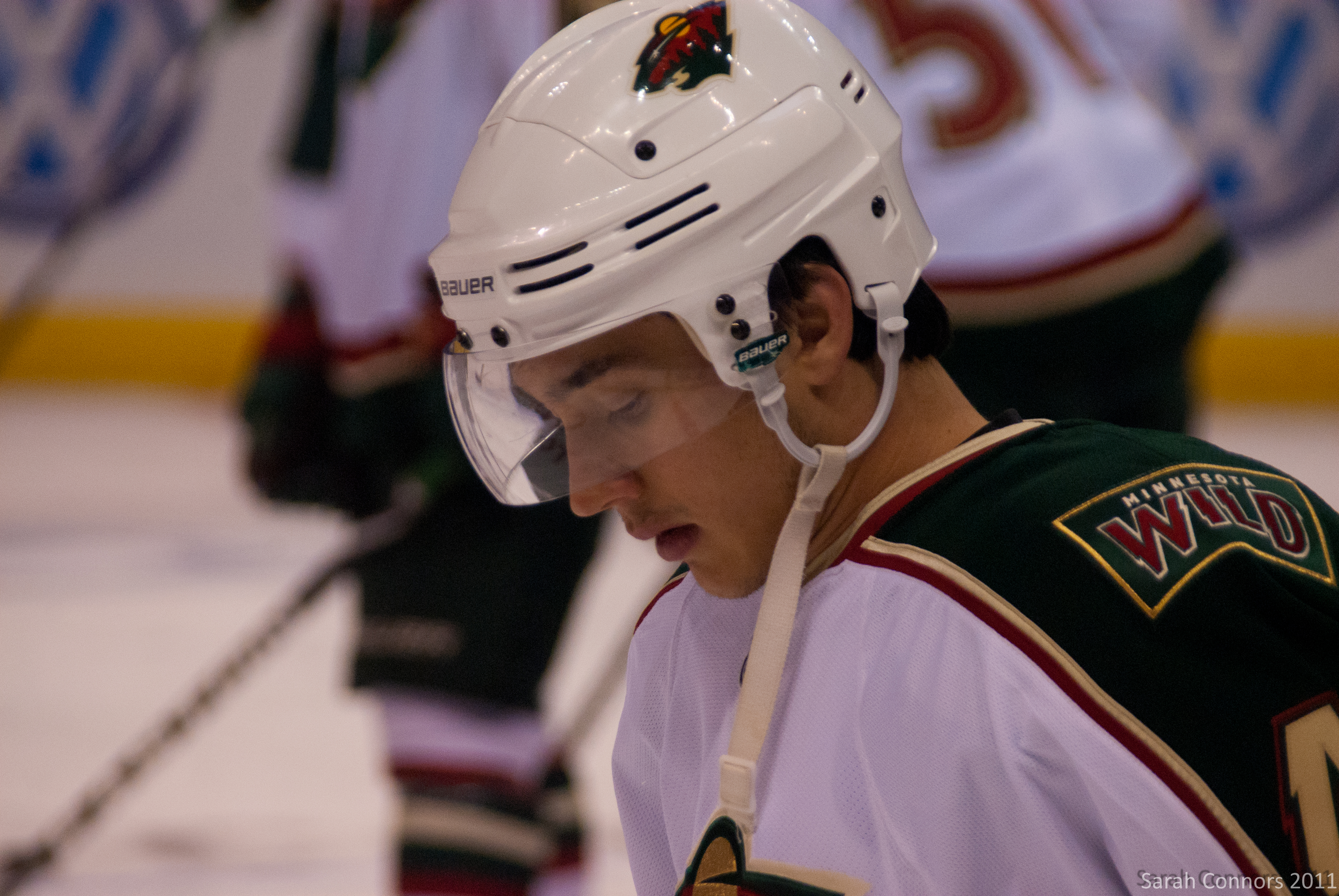
Jared Spurgeon
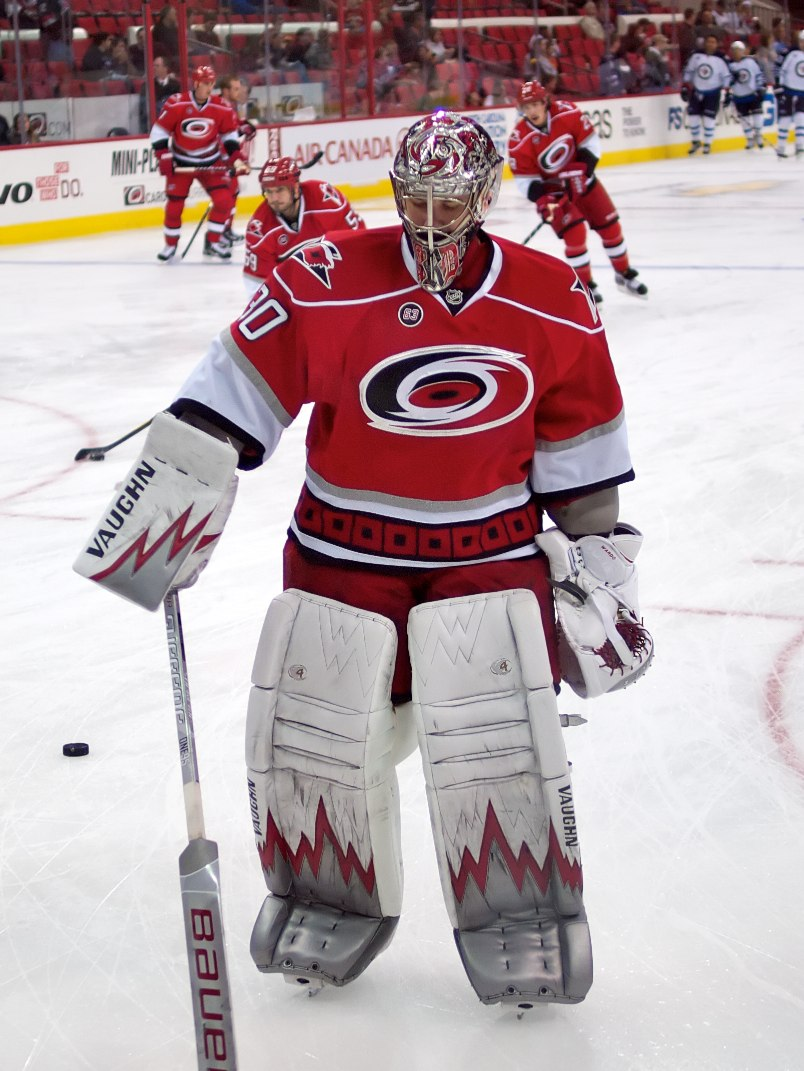
Cam Ward